# Lincoln Town Car
O Lincoln Town Car foi um sedan de luxo da Lincoln. Algumas unidades foram convertidas para Limousine e Chauffeur (motorista particular) nos Estados Unidos e Canadá e utilizava a mesma plataforma do Ford Crown Victoria.

## Galeria
- Primeira geração (1980-89)
- Segunda geração (1990-97)
- Terceira geração (1998-11)